# Iranoleon arabicus
Iranoleon arabicus är en insektsart som beskrevs av Hölzel 1982. Iranoleon arabicus ingår i släktet Iranoleon och familjen myrlejonsländor. Inga underarter finns listade i Catalogue of Life.